# Холокост в Пуховичском районе
Холокост в Пу́ховичском районе — систематическое преследование и уничтожение евреев на территории Пуховичского района Минской области оккупационными властями нацистской Германии и коллаборационистами в 1941—1944 годах во время Второй мировой войны, в рамках политики «Окончательного решения еврейского вопроса» — составная часть Холокоста в Белоруссии и Катастрофы европейского еврейства.

## Геноцид евреев в районе
Пуховичский район был полностью оккупирован немецкими войсками в июле 1941 года, и оккупация продлилась более трёх лет — до июля 1944 года. Нацисты включили земли нынешнего Пуховичского района в состав территории, административно отнесённой частично к генеральному округу Белорутения рейхскомиссариата Остланд, а частично — к зоне армейского тыла группы армий «Центр».
Комендатуры — полевые (фельдкомендатуры) и местные (ортскомендатуры) — обладали всей полнотой власти в районе. Во всех крупных деревнях района были созданы районные (волостные) управы и полицейские гарнизоны из белорусских и польских коллаборационистов.
Для осуществления политики геноцида и проведения карательных операций сразу вслед за войсками в район прибыли карательные подразделения войск СС, айнзатцгруппы, зондеркоманды, тайная полевая полиция (ГФП), полиция безопасности и СД, жандармерия и гестапо.
Одновременно с оккупацией нацисты и их приспешники начали поголовное уничтожение евреев, выявляя их в результате принудительной переписи населения. «Акции» (таким эвфемизмом гитлеровцы называли организованные ими массовые убийства) повторялись множество раз во многих местах. В тех населенных пунктах, где евреев убили не сразу, их содержали в условиях гетто вплоть до полного уничтожения, используя на тяжелых и грязных принудительных работах, от чего многие узники умерли от непосильных нагрузок в условиях постоянного голода и отсутствия медицинской помощи.
За время оккупации практически все евреи Пуховичского района были убиты, а немногие спасшиеся в большинстве воевали впоследствии в партизанских отрядах.
Евреев в районе убили в Дукоре, Марьиной Горке, Руденске, Пуховичах, Тальке, Узлянах, Шацке, Вороничах, Задощенье (более 300 человек), Смолянах, Хоревичах (ныне в границах Дукоры) и других местах.

## Гетто
Оккупационные власти под страхом смерти запретили евреям снимать желтые латы или шестиконечные звезды (опознавательные знаки на верхней одежде), выходить из гетто без специального разрешения, менять место проживания и квартиру внутри гетто, ходить по тротуарам, пользоваться общественным транспортом, находиться на территории парков и общественных мест, посещать школы.
Реализуя нацистскую программу уничтожения евреев, немцы создали на территории района 8 гетто.
- В гетто поселка Дукора (июль 1941 — ноябрь 1941) были замучены и убиты 275 евреев.
- В гетто поселка Марьина Горка (июль 1941 — 28 сентября 1941) были убиты около 1300 евреев.
- В гетто поселка Руденск (лето 1941 — 10 октября 1941) были убиты около 300 евреев.
- В двух гетто деревни Пуховичи (лето 1941 — 22 сентября 1941) были замучены и убиты около 500 евреев.
- В гетто деревни Талька (сентябрь 1941) погибли около 600 евреев.
- В гетто деревни Узляны (лето 1941 — 8 октября 1941) погибли 375 евреев.
- В гетто поселка Шацк (лето 1941 — октябрь 1941) были убиты около 700 евреев.

## Случаи спасения и «Праведники народов мира»
В Шацке 17 человек были удостоены почетного звания «Праведник народов мира» от израильского мемориального института «Яд Вашем» «в знак глубочайшей признательности за помощь, оказанную еврейскому народу в годы Второй мировой войны».
- Андросик Александр — за спасение Янкилевича Давида в деревне Междуречье[19];
- Назаренко (Асауло) Вера — за спасение Рухавца Самуила в деревне Дубовое[20];
- Римарович Елена — за спасение Розова Романа в деревне Зазерье[21];
- Хурс Анастасия — за спасение Крапиной (Левиной) Майи в деревне Поречье (всего в этой деревне были спасены 40 еврейских детей из Минского гетто[22])[23];
- Хурс Емельян, Кристина и Василий — за спасение Новодворского Михаила в деревне Поречье[24];
- Шашок Афанасий, Прасковья и Анастасия — за спасение Сурковой (Равницкой) Веры в деревне Поречье[25];
- Шашок Алексей и Агриппина — за спасение Ставицкой (Грозовской, Бейлиной) Серафимы в деревне Поречье[26].
- Шашок Михаил и Евгения — за спасение Мачиза Евгения в деревне Поречье[27];
- Шашок Пелагея — за спасение Рейзман (Лосик) Фриды в деревне Ильинка[28];
- Шичко Мария и Галина — за спасение Баскиной (Роберман) Ольги в деревне Подбережье[17][29];

## Память
Опубликованы неполные списки жертв геноцида евреев в Пуховичском районе.
Памятники убитым евреям района установлены в Дукоре, Марьиной Горке, Руденске, Пуховичах, Тальке, Узлянах, Блони и шесть памятников в Шацке.